# پیکو دو رونکادور
پیکو دو رونکادور (به پرتغالی: Pico do Roncador) یک کوه در برزیل است که در ناحیه فدرال (برزیل) واقع شده‌است. پیکو دو رونکادور ۱٬۳۴۱ متر بالاتر از سطح دریا واقع شده‌است.